# ロビン・ブライリー
ロビン・ブライリー（Robyn Bliley, 生年生月非公開-）は、アメリカ生まれの女優。

## 人物・来歴
ロビンは14歳の時からモデルとして活動し、1990年頃から女優としての活動を開始した。日本では1993年に出演した『ウルトラマンパワード』のジュリー・ヤング隊員役が有名である。現在でも本国で映画やドラマに出演し活躍を続けている。

## 出演作品

### 特撮
- ウルトラマンパワード（1993）-ジュリーヤング隊員役

### テレビドラマ
- ビバリーヒルズ高校白書（1990）-ゲスト出演
- Dr.マーク・スローン （1993）-ゲスト出演